# Alofau
Alofau – wieś w Samoa Amerykańskim (Dystrykt Wschodni); na wyspie Tutuila; 646 mieszkańców (2010).